# Gérygone à flancs roux
Gerygone dorsalis
Espèce
Statut de conservation UICN

 LC  : Préoccupation mineure
La Gérygone à flancs roux (Gerygone dorsalis) est une espèce de passereaux de la famille des Acanthizidae.

## Distribution
Elle est endémique d'Indonésie.

## Habitat
Elle habite les mangroves et les forêts humides en plaine subtropicales et tropicales

## Sous-espèces
D'après Alan P. Peterson, il en existe cinq sous-espèces :
- Gerygone dorsalis senex Meise, 1929 — îles Kalaotoa et Madu (Célèbes)
- Gerygone dorsalis kuehni Hartert, 1900 — Damar
- Gerygone dorsalis fulvescens Meyer, 1884 — de Romang aux îles Babar
- Gerygone dorsalis keyensis Buttikofer, 1893 — îles Tayandu et Kai
- Gerygone dorsalis dorsalis Sclater, 1883 — îles Tanimbar